# Cam Smith (giocatore di football americano)
Cameron Marquise Jani' Smith (Blythewood, 21 dicembre 2000) è un giocatore di football americano statunitense che milita nel ruolo di cornerback per i Miami Dolphins della National Football League (NFL).

## Carriera

### Miami Dolphins
Al college Smith giocò a football a South Carolina, venendo inserito nella seconda formazione ideale della Southeastern Conference nel 2021. Fu scelto nel corso del secondo giro (51ª scelta assoluta) del Draft NFL 2023 dai Miami Dolphins. Debuttò come professionista subentrando nella gara del primo turno contro i Los Angeles Chargers giocando 23 snap negli special team. La sua prima stagione si chiuse con 2 tackle in 15 presenze, nessuna delle quali come titolare.